# Uncifera thailandica
Uncifera thailandica là một loài thực vật có hoa trong họ Lan. Loài này được Seidenf. & Smitinand miêu tả khoa học đầu tiên năm 1965.